# リトル・スリー
リトル・スリーとはアメリカのニューイングランドにあるリベラル・アーツ・カレッジのうち最も名高いウィリアムズ大学、アマースト大学およびウェズリアン大学の3校のことである。少人数制の授業を行い田舎にあるため勉学に集中することができ、純粋なリベラル・アーツ教育を行うことで知られる。しばしば研究大学で名高いビッグ・スリー（ハーバード大学・イェール大学・プリンストン大学）と比較される。